# Françoise Hardy
Françoise Madeleine Hardy, född 17 januari 1944 i Paris, död 11 juni 2024 i Paris, var en fransk sångerska, låtskrivare, gitarrist, skådespelerska, författare och astrolog. Françoise Hardy var en av Frankrikes populäraste popartister under 1960-talet och en av de mest kända ända in på 2000-talet. Hardy kännetecknas av sina minimalistiska arrangemang och sitt Shangri-La-liknande sound.

## Biografi
Françoise Hardy växte upp i det nionde arrondissementet i Paris tillsammans med sin lillasyster Michèle och mor. Föräldrarna levde åtskilda. Fadern övertygades av modern att köpa en gitarr till Françoise som en belöning när hon klarat examen. Bland Hardys tidiga musikaliska influenser hör de franska chanson-stjärnorna Charles Trenet och Cora Vaucaire. Hon lyssnade även på artister som Paul Anka, Everly Brothers, Cliff Richard, Connie Francis och Marty Wilde på Radio Luxembourg. Efter att ha läst ett år på Sorbonne svarade hon på en annons och skrev sitt första skivkontrakt med musikbolaget Vogue 1961. Hon fick sitt stora genombrott i Frankrike med "Tous les garçons et les filles" från 1962. En rad hits följde som till största delen skrevs och komponerades av Hardy.
Françoise Hardy representerade Monaco i Eurovision Song Contest 1963 med låten "L'amour s'en va" och kom på en delad femte plats. I Sverige blev skivan en storsäljare och låg etta på branschtidningen Show Business försäljningslista. Hon hade även två singlar på den brittiska skivförsäljningslistan, den mindre hiten "Et même" och topp-20-hiten "All Over the World". År 1969 fick hon ytterligare en svensk framgång då hennes låt "Comment te dire adieu" gick in på Tio i topp-listan.
Hardys musik ingår i ett stort antal filmer och hon har medverkat som skådespelare i ett dussin långfilmer och tv-produktioner sedan debuten i Roger Vadims Slott i Sverige 1963. Bland annat spelade hon en ledande roll i filmen Grand Prix från 1966 med bland andra James Garner.
År 1994 samarbetade Hardy med gruppen Blur och tillsammans gjorde de en version av singeln "To the End".
Hardy ägnade sig länge parallellt åt astrologi och från 1980-talet gav hon ut ett flertal böcker om ämnet. I oktober 2008 gav hon ut sin självbiografi Le Désespoir des singes... et autres bagatelles och i oktober 2012 utkom hennes roman L'Amour fou på franska.

## Privatliv
Françoise Hardy gifte sig 1981 med Jacques Dutronc, som hon innan dess var sambo med under en längre tid. De fick en son, Thomas Dutronc, född 1973. Paret separerade 1988, men skilde sig aldrig.